# Geophis fulvoguttatus
Geophis fulvoguttatus (земляна змія Мертенса) — вид змій родини полозових (Colubridae). Мешкає в Гондурасі і Сальвадорі.

## Поширення і екологія
Земляні змії Мертенса мешкають в горах на заході Гондурасу, в департаментах Окотепеке і Копан, та заході Сальвадору, в департаменті Санта-Ана, можливо, також в сусідніх районах Гватемали. Вони живуть у вологих гірських і хмарних тропічних лісах, на висоті від 1680 до 2200 м над рівнем моря.

## Збереження
МСОП класифікує цей вид як такий, що перебуває під загрозою зникнення. Земляним зміям Мертенса загрожує знищення природного середовища.